# Замковый, Пётр Владимирович
Пётр Владимирович Замковый (укр. Петро Володимирович Замковий; 15 (или 25) февраля 1928, Малый Карашин, УССР, СССР — 11 ноября 1989, Киев, УССР, СССР) — украинский историк, архивист, археограф, исследователь истории Украины XX века, кандидат исторических наук, доцент.

## Биография
Родился 15 (по другим данным 25) февраля 1928 года в селе Малый Карашин (ныне Макаровского района Киевской области Украины). Во время Великой Отечественной войны трудился слесарем депо станции Курорт Боровое Акмолинской области КазССР, затем в паровозном депо в Киеве.
В 1947 году поступил, а в 1952 году окончил обучение на историческом факультете Киевского государственного университета. В 1952—1960 годах трудился в Архивном управлении МВД УССР. В период 1960—1967 годов последовательно занимал должности хранителя фондов и старшего научного сотрудника Института истории партии при ЦК КП УССР. В 1964 году, под руководством кандидата исторических наук П. И. Павлюка, защитил кандидатскую диссертацию на тему: «Борьба большевиков Украины за осуществление ленинского лозунга о рабочий контроль над производством в период перерастания буржуазно-демократической революции в революцию социалистическую (март — октябрь 1917 г.)».
В 1967—1971 годах — старший преподаватель, доцент кафедры истории Киевского института культуры. В 1971—1986 годах — старший научный сотрудник отдела истории капитализма Института истории АН УССР. В 1986—1989 годах-заведующий отделом архивных фондов ЦНБ АН УССР. В числе соавторов за авторскую (4-5 том) и редакторскую (4 том) работу над 8-томной «Историей Украинской ССР» отмечен Грамотой Президиума Верховного Совета УССР.
Умер в Киеве 11 ноября 1989 года.